# Khongapani
Khongapani é uma vila no distrito de Koriya, no estado indiano de Chhattisgarh.

## Demografia
Segundo o censo de 2001, Khongapani tinha uma população de 17 865 habitantes. Os indivíduos do sexo masculino constituem 53% da população e os do sexo feminino 47%. Khongapani tem uma taxa de literacia de 60%, superior à média nacional de 59,5%: a literacia no sexo masculino é de 69% e no sexo feminino é de 50%. Em Khongapani, 14% da população está abaixo dos 6 anos de idade.